# Estádio Metalist
O Estádio Metalist (Oblast Sports Complex Metalist, em ucraniano: Обласний спортивний комплекс «Металіст») é um estádio multiuso localizado na cidade de Carcóvia, na Ucrânia.
Construído por determinação de Anastas Mikoyan, foi inaugurado em 12 de setembro de 1926 como Estádio Tractor. Em 1940 mudou de nome para Estádio Dzerzhinets em homenagem a Félix Dzerjinsky, sendo rebatizado para o atual nome em 1967.
O estádio faz parte de um grande complexo esportivo com 6 campos, hotel com piscina e um centro médico e de reabilitação com academias, na arquibancada sul contém um shopping center de três andares. Há uma farmácia, um consultório médico, agências de turismo e outros negócios.
Antes da conclusão da reforma, em 2009, o estádio tinha capacidade para 30.133 torcedores. Visando a Eurocopa de 2012, o estádio foi para 40.003 espectadores, se tornando o 3º maior estádio da Urânia. Atualmente o Metalist 1925 e o FC Metalist.

## Eurocopa 2012
Recebeu três partidas do grupo "B" da Eurocopa 2012.
| Data        | 1ª equipe     | Placar | 2ª equipe     | Fase    | Público |
| ----------- | ------------- | ------ | ------------- | ------- | ------- |
| 09 de junho | Países Baixos | 0–1    | Dinamarca     | Grupo B | 35,923  |
| 13 de junho | Países Baixos | 1–2    | Alemanha      | Grupo B | 37,750  |
| 17 de junho | Portugal      | 2–1    | Países Baixos | Grupo B | 37,445  |